# Марин Байчев
Марин Байчев е български футболист, полузащитник. Роден е на 5 юни 1974 г. в Горна Оряховица. Висок е 174 см.

## Кариера
Играл е за Локомотив (Горна Оряховица), Черноморец, Феърплей (от януари до април 2000 и през пролетта на 2001 г.), Янтра, Несебър и Флямуртари (Албания). В А група има 180 мача и 17 гола.
Носител на Купа Интертото през 1992 г. с Локомотив (ГО).
Полуфиналист за купата на страната през 2000 г. с Черноморец.
През 2018 г. заема поста старши треньор в Локомотив (ГО).

## Статистика по сезони
- Локомотив (ГО) – 1988/пр. - А група, 4 мача/0 гола
- Локомотив (ГО) – 1988/89 – А група, 6/1
- Локомотив (ГО) – 1989/90 – А група, 9/1
- Локомотив (ГО) – 1990/91 – А група, 11/2
- Локомотив (ГО) – 1991/92 – А група, 16/2
- Локомотив (ГО) – 1992/93 – А група, 21/3
- Локомотив (ГО) – 1993/94 – А група, 23/2
- Локомотив (ГО) – 1994/95 – А група, 20/2
- Локомотив (ГО) – 1995/96 – Б група, 34/3
- Локомотив (ГО) – 1996/97 – Б група, 31/3
- Черноморец – 1997/98 – Б група, 19/2
- Черноморец – 1998/99 – Б група, 27/2
- Черноморец – 1999/00 – А група, 16/2
- Феърплей – 2000/пр. - В група, 4/1
- Черноморец – 2000/ес. - А група, 10/0
- Феърплей – 2001/пр. - В група, 15/6
- Янтра – 2001/ес. - В група, 14/7
- Флямуртари – 2002/пр. - Лига Е Паре, 11/3
- Янтра – 2002/03 – Б група, 17/2
- Несебър – 2003/04 – Б група, 15/2
- Несебър – 2004/05 – А група, 14/2
- Несебър – 2005/06 – Източна Б група, 7/2